# SCART

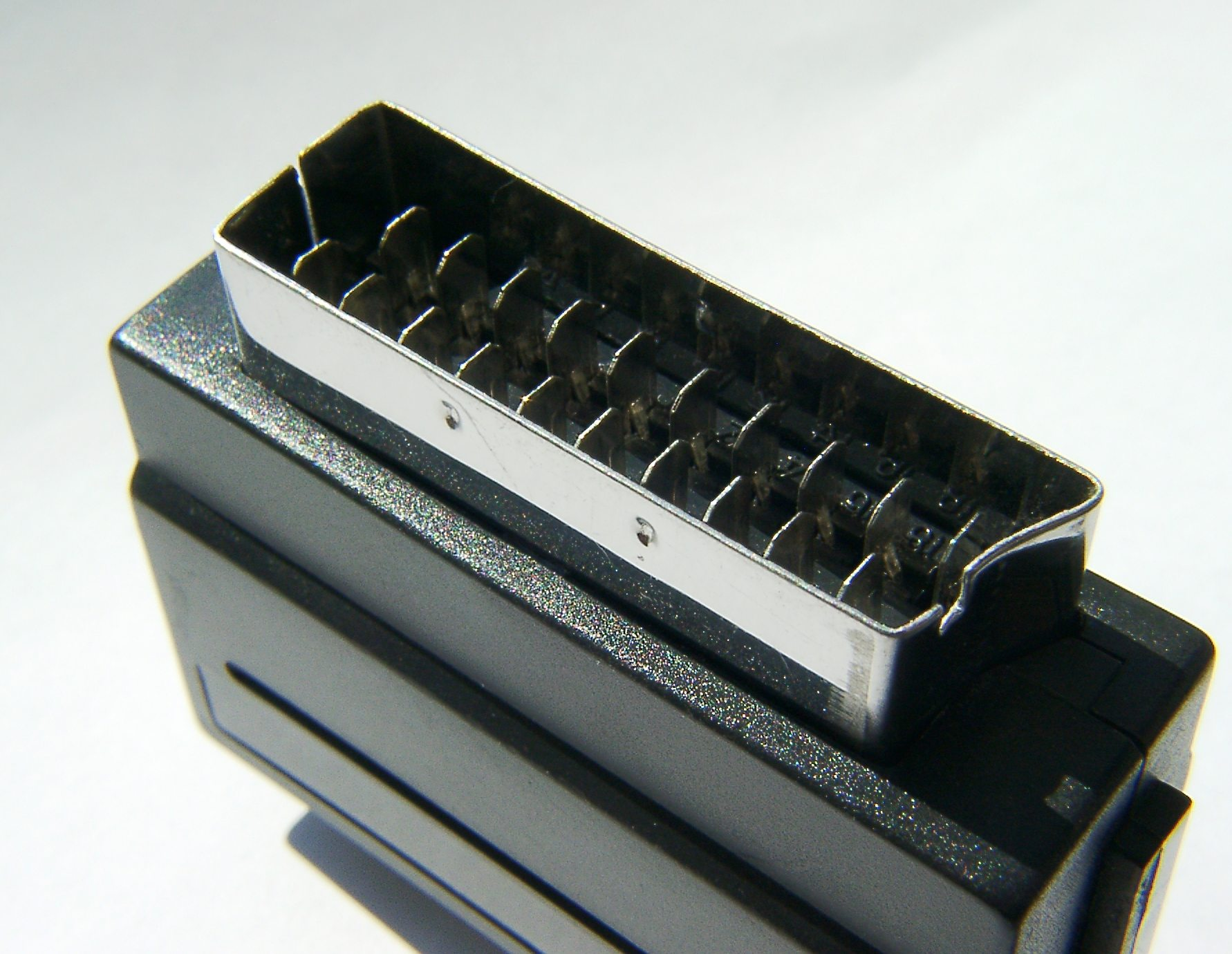
Вилка SCART

SCART (фр. Syndicat des Constructeurs d'Appareils Radiorécepteurs et Téléviseurs — «Объединение производителей радиоприёмников и телевизоров») — европейский стандартный тип соединителя для подключения мультимедийных устройств, таких как телевизор, видеомагнитофон, DVD-проигрыватель. Другие названия: EuroSCART, Peritel, евроразъём, Euro-AV.

## Применение
SCART унифицирует соединения различных устройств, он объединяет все необходимые сигналы в одном 21-контактном соединителе.
Через SCART возможна передача аналоговых и цифровых команд. Например, если включить видеомагнитофон, то автоматически включается и телевизор. Протокол управления видеотехникой CEC, передаваемый через соединитель SCART, позволил упростить настройку различной техники посредством одного пульта. Например, с пульта телевизора можно запрограммировать видеомагнитофон на запись в заданное время со спутникового или кабельного цифрового ресивера.
Конструкция соединителя не даёт возможности подключить его неправильно. Недостатком соединителя является то, что для его соединения и отсоединения нужно приложить значительную физическую силу.

## Разработка
До появления стандарта SCART использовалось большое количество разных соединителей, что часто затрудняло соединение устройств, произведённых разными компаниями. Различия имелись в конструктивном исполнении, так и в спецификациях сигналов.
В 1978 году во Франции был разработан стандарт SCART. С 1981 года во Франции было запрещено продавать телевизоры, не оснащённые розеткой типа SCART. Уже с 1984 года SCART стал стандартом в европейских странах.

## Цоколёвка соединителя

Цоколёвка розетки SCART

| № контакта | Функциональная группа | Имя цепи | Общий вывод | Назначение (со стороны телевизора)                                                | Уровень сигнала (размах), В                      | Входное и выходное сопротивление | Цвет соединителя RCA |
| ---------- | --------------------- | -------- | ----------- | --------------------------------------------------------------------------------- | ------------------------------------------------ | -------------------------------- | -------------------- |
| 1          | Audio                 | AOR      | 4           | Выход правого звукового канала                                                    | +0,2…+2 (+0,5 эффективный)                       | < 1 кОм                          | Зелёный              |
| 2          | Audio                 | AIR      | 4           | Вход правого звукового канала                                                     | +0,2…+2 (+0,5 эффективный)                       | > 10 кОм                         | Красный              |
| 3          | Audio                 | AOL      | 4           | Выход левого звукового канала (или моно)                                          | +0,2…+2 (+0,5 эффективный)                       | < 1 кОм                          | Чёрный               |
| 4          | Audio                 | AGND     | -           | Общая «земля» для звуковых каналов                                                |                                                  |                                  |                      |
| 5          | RGB                   | B GND    | -           | «Земля» для синего сигнала                                                        |                                                  |                                  |                      |
| 6          | Audio                 | AIL      | 4           | Вход левого звукового канала (или моно)                                           | +0,2…+2 (+0,5 эффективный)                       | > 10 кОм                         | Белый                |
| 7          | RGB                   | B        | 5           | Вход синего сигнала B                                                             | Размах +0,7                                      | 75 Ом                            |                      |
| 8          | S&AR                  | SWTCH    | 14          | Переключение телевизора на AV-источник и установка соотношения сторон изображения | +0…+2 → TV +5…+8 → AV/16:9 +9,5…+12 → AV/4:3     | вход > 10 кОм, выход < 1 кОм     |                      |
| 9          | RGB                   | G GND    | -           | «Земля» для зелёного сигнала                                                      |                                                  |                                  |                      |
| 10         | Data2                 | CLKOUT   | 14          | Data2 (I²C) линия синхронизации                                                   |                                                  |                                  |                      |
| 11         | RGB                   | G        | 9           | Вход зелёного сигнала G                                                           | Размах +0,7                                      | 75 Ом                            |                      |
| 12         | Data2                 | DATA     | 14          | Data2 (I²C) линия данных                                                          |                                                  |                                  |                      |
| 13         | RGB/S-Video           | R GND    | -           | «Земля» для красного сигнала / Общий C-канала S-Video                             |                                                  |                                  |                      |
| 14         | Data2/S&AR            | DATAGND  | -           | Data/Clock I²C, общий                                                             |                                                  |                                  |                      |
| 15         | RGB/S-Video           | R        | 13          | Вход/выход красного сигнала R / C-канал S-Video                                   | Размах +0,7                                      | 75 Ом                            |                      |
| 16         | FastSwitch            | BLNK     | 18          | Сигнал переключения CVBS/RGB (FastSwitch), сигнал гашения                         | +1…+3 (лог. «1») → RGB +0…+0,4 (лог. «0») → CVBS | 75 Ом                            |                      |
| 17         | CVBS/S-Video          | VGND     | -           | Общий для CVBS / Y-канала S-Video                                                 |                                                  |                                  |                      |
| 18         | FastSwitch            | BLNKGND  | -           | Общий для FastSwitch (контакт 16)                                                 |                                                  |                                  |                      |
| 19         | CVBS/S-Video          | VOUT     | 17          | Выход композитного видеосигнала / Выход Y-канала S-Video                          | Размах 0,7                                       | 75 Ом                            | Синий                |
| 20         | CVBS/S-Video          | VIN      | 17          | Вход композитного видеосигнала / Вход Y-канала S-Video                            | Размах 0,7                                       | 75 Ом                            | Жёлтый               |
| 21         | Chassis               | SHIELD   | -           | Заземление корпуса                                                                |                                                  |                                  |                      |